# Gaśnica pianowa
Gaśnica pianowa – gaśnica, w której środkiem gaśniczym jest piana gaśnicza wyrzucana za pomocą sprężonego gazu (azotu lub dwutlenku węgla). Gaz może być zawarty w specjalnym zbiorniku (gaśnica na pianę mechaniczną) albo powstawać w wyniku reakcji chemicznej (gaśnica na pianę chemiczną). 
Nieprodukowane obecnie, ale spotykane jeszcze gaśnice na pianę chemiczną mają zbiornik (na ciśnienie maks. 20 atm), w którym mieści się roztwór wodorowęglanu sodu ze środkiem pianotwórczym (tzw. ładunek zasadowy) i w specjalnym koszu szklany słój (o poj. 1 litra) z rozcieńczonym kwasem siarkowym lub roztworem siarczanu glinu (tzw. ładunek kwaśny). Oba ładunki są przegrodzone membraną z cienkiej płytki ołowianej.
Przykładowy skład chemiczny ładunków
- Część zasadowa:
  - wodorowęglan sodu – 500 g,
  - środek pianotwórczy, np. „Spumogen” – 180 g,
  - chlorek sodu – 150 g,
  - woda – do 8 l.

- Część kwasowa:
  - siarczan glinu – 700 g,
  - kwas szczawiowy – 50 g,
  - woda – do 1 l.

Opisywany ładunek zamarza przy spadku temperatury poniżej –3 °C. Produkowano także ładunki wytrzymujące mrozy nawet do –25 °C, ale z powodu większej zawartości soli przyśpieszały one korozję zbiornika.
W momencie uruchomienia gaśnicy (odwróceniu dnem do góry i zbiciu zbijaka) oba ładunki mieszają się i w kwasowym środowisku następuje wydzielanie znacznych ilości gazowego CO2, który podnosi ciśnienie do 10–17 atm i wyrzuca ładunek gaśniczy na źródło ognia.
Działanie gaśnicze piany polega na odizolowaniu od dostępu tlenu, a także zwilżaniu palnych przedmiotów zawartą w niej wodą. Gaśnice pianowe służą do gaszenia pożarów z grup A (substancje stałe np. meble) i B (płyny łatwopalne, także lżejsze od wody np. benzyna). 
Gaśnicy pianowej nie należy używać do gaszenia urządzeń elektrycznych pod napięciem, gdyż strumień piany bardzo dobrze przewodzi prąd.
Wyjątkiem od powyższej reguły są nowoczesne gaśnice na pianę mechaniczną, które według zapewnień producenta gwarantują użytkownikowi bezpieczeństwo pod warunkiem zachowania odległości 1 metra od gaszonego przedmiotu, przy napięciu nieprzekraczającym 1000 V. Brak przewodnictwa elektrycznego osiągany jest dzięki specjalnej dyszy, która wyrzuca strumień piany w postaci oddzielnych, niestykających się ze sobą kropli.
Żadną gaśnicą pianową nie wolno gasić ciał reagujących chemicznie z wodą (np. karbid).
Nie należy też używać gaśnic pianowych do gaszenia rzeczy drogocennych lub wrażliwych na zamoczenie.
Gaśnice pianowe są dziś stosunkowo rzadko spotykane, mimo że wielu producentów ma w ofercie nowoczesne modele gaśnic na pianę mechaniczną. Wynika to z wysokich kosztów utylizacji przeterminowanych ładunków.